# Bauhaus Center Tel Aviv

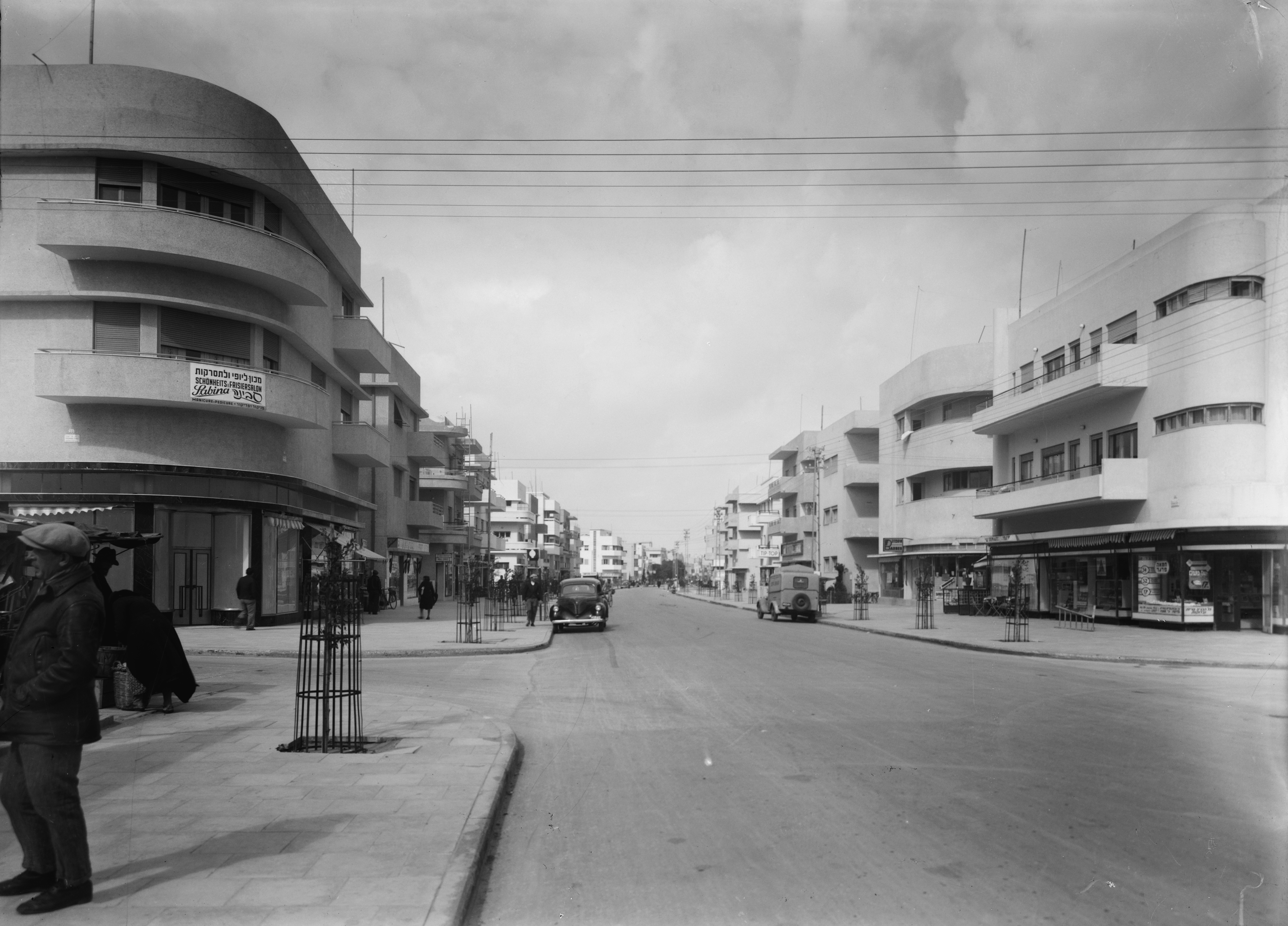
Dizengoffstraat in Bauhaus-stijl, jaren '30.

Bauhaus Center Tel Aviv (Hebreeuws: מרכז באוהאוס; Merkaz Bauhaus) is een organisatie die zich bezighoudt met Bauhaus-architectuur en design in de stad Tel Aviv, Israël. Het omvat een winkel, uitgeverij en privégalerie.

## Achtergrond
Het Bauhaus Center werd in 2000 opgericht door Asher Ben Shmuel, Micha Gross en Shlomit Gross. De oprichters vonden het noodzakelijk om de geschiedenis en het erfgoed van de Bauhaus-architectuur in Tel Aviv te documenteren. Door deze bouwstijl wordt de kuststad immers de Witte stad van Tel Aviv genoemd.
Sinds 2003 werkt het Bauhaus Center nauw samen met de Israëlische Nationale Commissie voor UNESCO. Daarnaast werkt het ook samen met de gemeente Tel Aviv en verschillende onderwijsinstellingen, galerieën, musea en verenigingen van techniek en architectuur.
In het verleden was de organisatie gevestigd op Dizengoffstraat 99 en later nummer 155. Tegenwoordig bevindt het zich op nummer 77 in diezelfde straat.

## Structuur
- Boekwinkel en bibliotheek: De boekwinkel is gespecialiseerd in design, architectuur en de stad Tel Aviv. De bibliotheek bevat archiefmateriaal over het Bauhaus-tijdperk in de stad, evenals zeldzame boeken over het onderwerp. De organisatie fungeert tevens als onafhankelijke uitgeverij voor boeken omtrent Bauhaus-architectuur en design, en de stad Tel Aviv. Er zijn tot nu toe 15 titels gepubliceerd.
- Galerie: In de vorm van tentoonstellingen wordt er verteld over Tel Aviv en de architectuur, cultuur en bewoners van de stad. Hierbij ligt de focus op design en fotografie.
- Rondleidingen: Er worden wandeltochten door de Witte Stad georganiseerd waarbij prominente Bauhaus-gebouwen worden getoond. Deze gebouwen zijn gebouwd in de jaren dertig en veertig van de 20e eeuw.
- Winkel: De winkel biedt lokale kunstenaars en ontwerpers de ruimte om hun werk te tonen, promoten en verkopen.